# Liste des épisodes de Fais pas ci, fais pas ça

Cet article présente la liste des épisodes de la série télévisée Fais pas ci, fais pas ça. Les épisodes sont classés par ordre chronologique, correspondant au déroulement de l'histoire de la série.

## Panorama
| Saisons | Épisodes | France               | France               | France               | Belgique             | Belgique             | Belgique             |
| Saisons | Épisodes | Diffusée à l'origine | Diffusée à l'origine | Diffusée à l'origine | Diffusée à l'origine | Diffusée à l'origine | Diffusée à l'origine |
| Saisons | Épisodes | Première diffusion   | Dernière diffusion   | Chaîne d'origine     | Première diffusion   | Dernière diffusion   | Chaîne d'origine     |
| ------- | -------- | -------------------- | -------------------- | -------------------- | -------------------- | -------------------- | -------------------- |
| 1       | 12       | 8 septembre 2007     | 6 décembre 2007      | France 2             | 31 janvier 2008      | 12 décembre 2008     | syndication          |
| 2       | 6        | 13 mars 2009         | 20 mai 2009          | France 2             | 30 avril 2009        | 14 septembre 2009    | La Une               |
| 3       | 8        | 6 juin 2009          | 30 juin 2009         | France 2             | 5 juin 2010          | 25 février 2011      | La Une               |
| 4       | 8        | 5 septembre 2011     | 9 décembre 2011      | France 2             | 16 décembre 2011     | 22 juin 2012         | La Une               |
| 5       | 8        | 26 juillet 2012      | 9 septembre 2012     | France 2             | 3 septembre 2012     | 17 septembre 2012    | La Deux              |
| 6       | 8        | 16 août 2013         | 6 décembre 2013      | France 2             | 13 septembre 2013    | 24 janvier 2014      | La Deux              |
| 7       | 6        | 4 décembre 2014      | 28 mars 2015         | France 2             | 16 février 2015      | 4 juin 2015          | La Deux              |
| 8       | 6        | 15 février 2016      | 24 juin 2016         | France 2             | 29 janvier 2016      | 26 avril 2016        | La Trois             |
| 9       | 6        | 12 février 2017      | 19 juin 2017         | France 2             | 31 janvier 2017      | 19 juin 2017         | La Trois             |

## Première saison (2007)
1. La Rentrée des classes
2. Solidarité familiale
3. Plein la tête
4. Les Bonnes Résolutions
5. Les Dix Commandements
6. L'Anniversaire des filles
7. Le Premier Bulletin
8. Toussaint
9. Pas d'inquiétude
10. Coup de froid
11. Toute vérité n'est pas bonne à dire
12. Ce n'est qu'un au revoir[1] !

## Deuxième saison (2009)
1. Les Bonnes Manières
2. S.O.S. mères en détresse
3. La Dynamique du cadre
4. Grosse Déprime
5. Le Temps des épreuves
6. Ah ! La belle vie[2]

## Troisième saison (2010)
1. L'Esprit de Noël
2. Les apparences sont parfois trompeuses
3. Le Syndrome du pingouin
4. Le Miracle de la vie
5. Couper le cordon
6. Aimez-vous Chopin ?
7. Le Problème avec ma mère
8. La Frite et le Dindon[3]

## Quatrième saison (2011)
1. Le Nouveau Voisin
2. Votez Lepic !
3. Les Limites et les Bornes
4. Parfois les gens changent
5. Qui a envie d'être aimé ?
6. Emmerdements durables
7. 20 ans déjà !
8. Engagez-vous ![4]

## Cinquième saison (2012)
1. Le bonheur c'est maintenant !
2. L'Été indien
3. Hommes au bord de la crise de nerfs
4. Être (ou ne pas être) une femme
5. L'Effet Tatiana
6. Super Lepic !
7. On ne badine pas avec l'amour
8. Le Joker-connerie[5]

## Sixième saison (2013)
1. Changeons tout
2. Mamie blues
3. Une petite zone de turbulences
4. Dernier Tango au château
5. Tricher n'est pas jouer
6. Un mariage et quelques emmerdements
7. Love coach
8. Tous ensemble !

## Septième saison (2014-2015)
1. Un an déjà
2. Naturisme et Découverte
3. La Naissance des méduses
4. Le changement, c'est (vraiment) maintenant
5. La Méduse et le Putois
6. La Thérapie du bonheur

## Huitième saison (2016)
La saison a débuté le 10 février 2016 sur 6ter.
1. Bienvenue en Sologne !
2. Tous pour Tous
3. La surprise du chef
4. La chenille et le papillon
5. Une souris et des hommes
6. Au nord c'était les pingouins

## Neuvième saison (2017)
La saison 9 comportera 6 épisodes. Elle est réalisée par Philippe Lefebvre (épisodes 1 et 2), les épisodes 3 et 4 sont dirigés et scénarisés par Cathy Verney avec Clémence Dargent, Martin Douaire et Stéphane Froenkinos tandis que les épisodes 5 et 6 sont écrits et réalisés par Michel Leclerc.
Un épisode a été tourné en Inde fin juillet 2016. Sa diffusion se déroule en février 2017 sur France 2.
1. Parents un jour, parents toujours !
2. Une vie de rêves
3. Mon ami Squicky
4. Chapati chapata
5. Guerre Froide
6. Nous vieillirons ensemble